# Buchhof (Stein am Kocher)
Der Buchhof, früher auch Oberbuch genannt, ist ein aus einem historischen Hofgut entstandener Weiler, der zu Stein am Kocher gehört, einem Stadtteil von Neuenstadt am Kocher im Landkreis Heilbronn im nördlichen Baden-Württemberg.

## Geographische Lage
Der Buchhof steht etwa 2 km westlich von Stein am Kocher auf etwa 210 m ü. NHN über dem rechten Talhang des unteren Kochers, dem dort von Nordnordwesten her durch eine kurze Klinge der Grollenhofgraben zufließt. Wenig jenseits des Seitentaleinschnitts steht auf dem Gegenhang der Grollenhof, der schon zur Gemeinde Oedheim gehört. Naturräumlich gesehen liegen der Ort und seine Umgebung im westlichsten Unterraum Kocherplatten und Krumme Ebene der Hohenloher und Haller Ebene.

## Beschreibung
Der etwa zwei Dutzend Hausnummern umfassende Ort mit zusätzlich einigen landwirtschaftlichen Nebengebäuden ist – ausgenommen zur Bachklinge zu, in der ein kleiner Talwald steht – ringsum von einem Weichbild von Obstwiesen umgeben, jenseits dessen sich auf der Ebene über dem Kochertal weithin große Äcker erstrecken. Diese liegen auf Lösssediment aus quartärer Ablagerung, der Ort selbst steht auf Lettenkeuper (Erfurt-Formation), unter dem am untersten Talhang des Kochers zuletzt Oberer Muschelkalk ausstreicht.

## Geschichte
Im 14. Jahrhundert hatten Äbtissinnen des Klosters Billigheim Besitz am Buchhof. Der zu Stein am Kocher zählende Weiler wurde 1945 in den letzten Kriegstagen schwer zerstört. Im Buchhof befindet sich eine von Buchhöfer Bauern gestiftete und 1909/10 erbaute Marienkapelle.
Das wenig westlich des Buchhofs stehende, früher auch als Klein-Buch bekannte Hofgut Grollenhof lag auf der Falkensteiner Markung und gehört deshalb heute zur Gemeinde Oedheim.